# Ričica (Kakanj, BiH)
Ričica je naseljeno mjesto u općini Kakanj, Federacija Bosne i Hercegovine, BiH.

## Stanovništvo

### Popisi 1971. – 1991.
| Ričica             |              |              |              |
| godina popisa      | 1991.        | 1981.        | 1971.        |
| Muslimani          | 471 (57,43%) | 563 (61,66%) | 742 (68,70%) |
| Hrvati             | 345 (42,07%) | 337 (36,91%) | 321 (29,72%) |
| Srbi               | 0            | 3 (0,32%)    | 7 (0,64%)    |
| Jugoslaveni        | 2 (0,24%)    | 9 (0,98%)    | 3 (0,27%)    |
| ostali i nepoznato | 2 (0,24%)    | 1 (0,10%)    | 7 (0,64%)    |
| ukupno             | 820          | 913          | 1.080        |

### Popis 2013.
| Ričica             |              |
| godina popisa      | 2013.        |
| Bošnjaci           | 384 (96,00%) |
| Hrvati             | 6 (1,50%)    |
| Srbi               | 0            |
| ostali i nepoznato | 10 (2,50%)   |
| ukupno             | 400          |

## Znamenitosti
Na tri lokaliteta: Bijeli Greb (zaseok Grmače), Hrašće i Saračevo brdo nalaze se nekropole stećaka. Nekropola Bijeli Greb imala je ukupno 70 stećaka u dvije skupine, po svoj prilici u obliku sanduka, bez ukrasa, vrlo slabo obrađenih, obraslih i utonulih. Skoro svi su postavljeni u pravcu zapad-istok osim par u pravcu sjever-jug. Mnogo ih je utonulo utonuo u zemlju zbog klizišta i erozijom tla. Nekropola stećaka na lokalitetu Hrašće je oko dva kilometra južno od nekropole Bijeli Greb. Ovdje je bilo 50 stećaka, a zbog klizišta i tonjenja vidljivo je 24 stećka koja su vidljiva na površini većim dijelom, te 15 stećaka koji su većim dijelom utonuli u zemlju. Većina je oblika sanduka a tri su tri sljemenjaka od kojih je jedan ukrašen motivom dvostruke spirale. Uglavnom su usmjereni u pravcu sjeverozapad – jugoistok. Većina je stećaka u gustoj šumi, a dva su na čistini odnosno livadi pored. Nekropola Saračevo brdo je u samom središnjem dijelu Ričice, u zaseoku Čelikovini. Šefik Bešlagić je ovdje zabilježio 15 stećaka, a kasnijima istraživanjima ovdje su našli samo četiri očuvana stećka u obliku sanduka i to jedan s postoljem. Svi su usmjereni u pravcu sjeveroistok-jugozapad. Ovo se groblje u narodu naziva "grčko groblje".